# Campo de concentración de Sereď

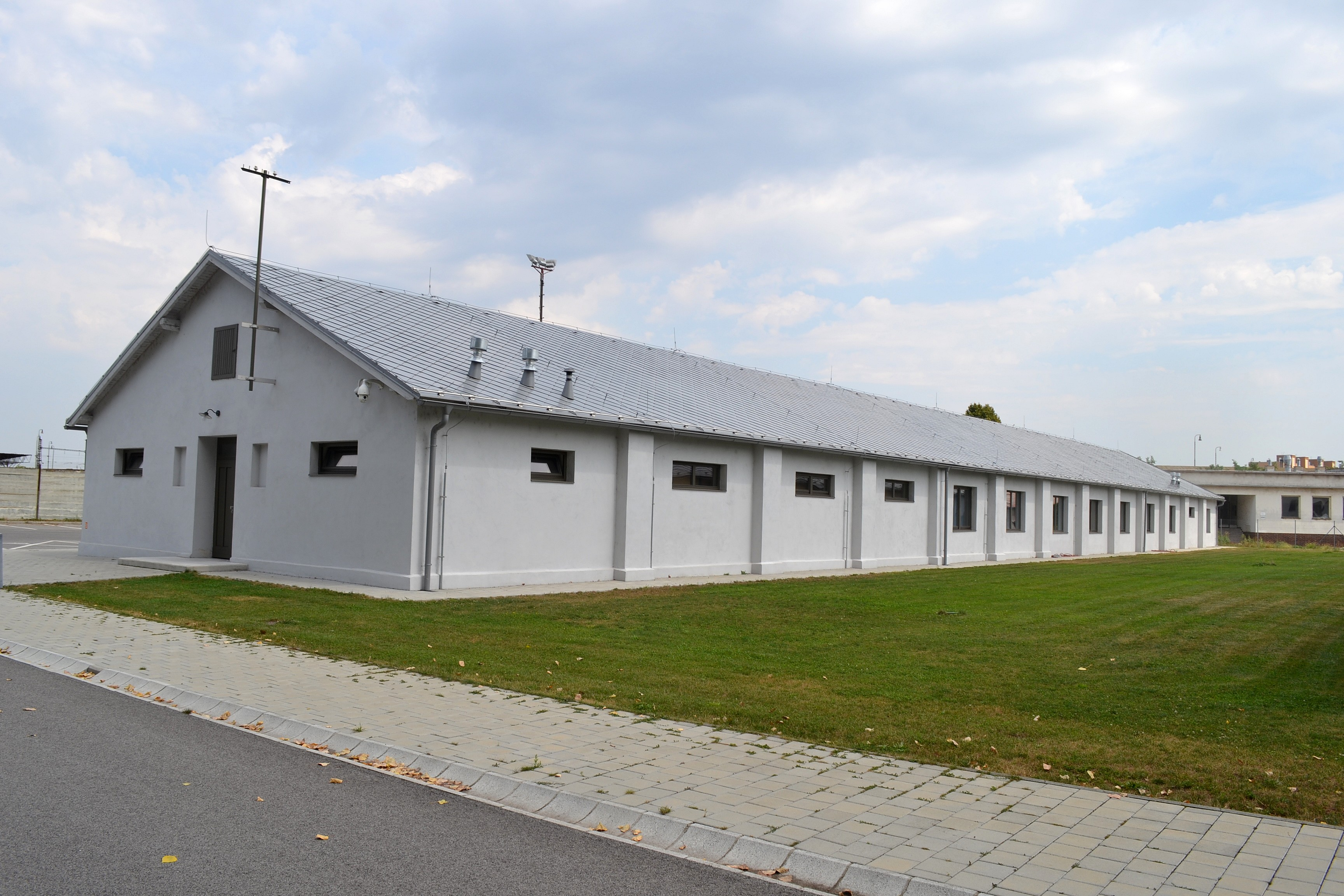
Sereď (distrito de Galanta), Museo del Holocausto

El Campo de Concentración de Sereď (en alemán: KZ (Konzentrationslager) Sereď) fue un campo de concentración construido durante la II Guerra Mundial en el Estado Eslovaco, gobierno títere del III Reich.
Fue construido en septiembre de 1941 como campo de trabajo para la población judía. Tres años después pasaría a ser gestionado por unidades de las SS.

## Historia
El campo está dividido en dos áreas: 

### Campo de trabajo
De acuerdo con el decreto gubernamental n.º 198/1941 en relación con el estatus legal de los judíos (conocido como "Código Judío"), la población judía de la República Eslovaca se vio privada de sus derechos civiles así como humanos. Todos aquellos que tuvieran entre 16 a 60 años estaban obligados a trabajar por orden del Ministerio del Interior. En un mes, se estableció en campo de trabajo en la localidad de Sereď.
El campo estaba formado por varias factorías de ebanistería, jugueteras, textiles y otros bienes. Los primeros años la zona estuvo regida por la Guardia de Hlinka con el objetivo de humillar a los internos. Durante la primera ola de deportaciones desde el resto del país, el campo fue un centro de concentración temporal. 4.463 personas fueron posteriormente deportadas a la Polonia ocupada, donde la mayoría falleció. Los últimos dos trenes transportaron pacientes de un hospital judío de Sereď y de otros centros médicos, los cuales estaban considerados "discapacitados físicos y mentales".
Posteriormente las condiciones del campo mejoraron y en la última fase, la zona pasó a ser controlada por la policía, cuyos miembros permitieron a los judíos escapar tras la insurrección de 1944.

### Campo de concentración
En septiembre de 1944 fue transformado en un campo de concentración y la guardia pasó a las SS bajo el mando del dirigente alemán de Bratislava: Franz Knollmayer. Los prisioneros tuvieron que aguantar torturas, violaciones y asesinatos. Sin embargo, las agresiones sexuales contra las mujeres fueron evaluadas como "violación de las leyes raciales". A finales de septiembre, Knollmayer fue reemplazado por Alois Brunner, encargado de aplicar la solución final en el estado.
Bajo su dirección llegó la segunda oleada de deportados, entre los que se encontraron soldados del Ejército Insurrecto Eslovaco, partisanos y otros ciudadanos acusados de dar su apoyo a la insurrección que duró desde agosto hasta octubre. Estos partieron en once trenes de ganado hacia Auschwitz, Sachsenhausen, Ravensbrück y Theresienstadt.
El último tren partió el 31 de marzo de 1945, pocos días antes de la liberación del campo por el Ejército Rojo.

## Legado
A día de hoy, ambos campos son un monumento cultural de la República Eslovaca siendo el único que esta conservado a diferencia de Nováky y Vyhne.
En la zona se encuentra el museo del holocausto con exposiciones relacionadas con la cultura judía así como la vida en el campo y la vida en él.